# Канари (народ)
Канари (шп. Canarios) су етничка група која живи у архипелагу Канарских Острва (аутономна заједница Шпаније), близу обале западне Африке. Посебна врста шпанског језика која се говори у региону позната је као хабла канариа (канарски говор) или канарио (канарски дијалект). Канари и њихови потомци су одиграли велику улогу током освајања, колонизације и евентуалних покрета независности различитих земаља у Латинској Америци. Њихово расно и културно присуство је најочигледније у земљама попут Уругваја, Венецуеле, Кубе и Порторика.

## Историја
Оригинални становници Канарских Острва обично су познати као Гуанчи (иако се овај израз у строгом смислу односи само на оригиналне становнике острва Тенерифе). Верује се да Канари воде порекло од Бербера или да су уско повезана група са овим народом кроз историју.
Латинска Америка имала је велики утицај у канарској култури услед сталне емиграције и враћања Канара на тај континент, пре свега у Порторико, на Кубу, Доминиканску Републику и у приморске делове Венецуеле. У мањој мери, они су такође отишли у Лујзијану (углавном јужни део) и Тексас (углавном у Сан Антонио) и неке области у источном Мексику укључујући Нови Леон и Веракруз.

## Порекло
Становници Канарских Острва имају гене који се подударају са генима народа Бербери, а њихови преци кроз историју насељавали су Пиринејско полуострво.

## Становништво
Канарска популација обухвата дуготрајне и нове таласе шпанских имиграната, укључујући Андалужане, Галицијце, Кастиљанце, Каталонце, Баскијце, а међу њима се налазе и Португалци, Италијани и многи други.
По попису из 2008. године, број Канараца износио је 2.075.968 лица. Преко 1.541.381 људи су рођени на Канарским Острвима, заједно са 178.613 Шпанаца, што доводи до цифре од 1.792.121 људи. Више од 283.847 држављана Шпаније који су настањени на Канарским Острвима су рођени у иностранству. Рођених у Европи је 155.415, Немци (39.505), Британци (37.937) и Италијани (24.177). Број рођених у Сједињеним Државама који настањују Канарска Острва је 86.287, а многобројни су и Колумбијци (21.798), Венецуеланци (11.958), Кубанци (11.098) и Аргентинци (10.159).

### Становништво Канарских Острва (2009)[1][3]
- Канари — 1,547,611 73,7%
- Шпанци на острву — 178.613 12%
- Укупно Шпанаца — 1.799.373 85,7%
- Рођени у иностранству — 299.220 14,3%
- Укупно — 2.098.593